# Марк Корнелий Нигрин Куриаций Матерн
Марк Корнелий Нигрин Куриаций Матерн (лат. Marcus Cornelius Nigrinus Curiatius Maternus) — римский политический деятель второй половины I века.
Нигрин происходил из всаднического рода. Он был уроженцем города Лирия, расположенного в Тарраконской Испании. Его семья, по всей видимости, имела корни среди местного населения, и, вероятно, получил своё родовое имя «Корнелий» в правления Октавиана Августа, когда Лирия приобрела статус муниципалитета. Известно о поэте Куриации Матерне, упоминаемом у Тацита. Скорее всего, Марк был сыном Корнелия Нигрина и Куриации Матерны, сестры поэта. Его имя может также указывать на то, что был усыновлён сенатором Куриацием Матерном.
В правление Веспасиана, около 70 года, Нигрин был военным трибуном в XIV Парном легионе, расположенном в Могонциаке. Он вошёл в состав сената, вероятно, в 73/74 году, во время совместной цензуры Веспасиана и его сына Тита. Затем Нигрин находился на посту легата VIII Августова легиона в Верхней Германии. С 79 по 82 год он был легатом пропретором провинции Аквитания. В 83 году Нигрин занимал должность консула-суффекта.
После вторжения в Мёзию даков в 85 году и гибели наместника провинции Мёзия, она была разделена на две части. Нигрин был назначен наместником Нижней Мёзии около 85/86 года и оставался на этом посту примерно до 88/89 года. Он принимал участие в войнах Домициана на дунайской границе и был награждён четырьмя коронами, четырьмя почётными копьями и четырьмя знаменами. Он имел больше всего наград среди военачальников эпохи Домициана. Между 93/95 и 97 годом Нигрин возглавлял Сирию.
Одно время Нигрин считался возможным преемником Нервы, но в конце концов тот усыновил Траяна. После этого Нигрин был освобожден от полномочий наместника Сирии и удалился в свой родной город. Иногда считается, что Нигрин был второй раз консулом-суффектом между сентябрем и ноябрем 97 года, однако, консул-суффект 97 года чаще отождествляется с Луцием Помпонием Матерном.